# Aechmea fuerstenbergii
Aechmea fuerstenbergii là một loài thực vật có hoa trong họ Bromeliaceae. Loài này được E.Morren & Wittm. mô tả khoa học đầu tiên năm 1878.